# St. Johann Baptist (Kronenburg)

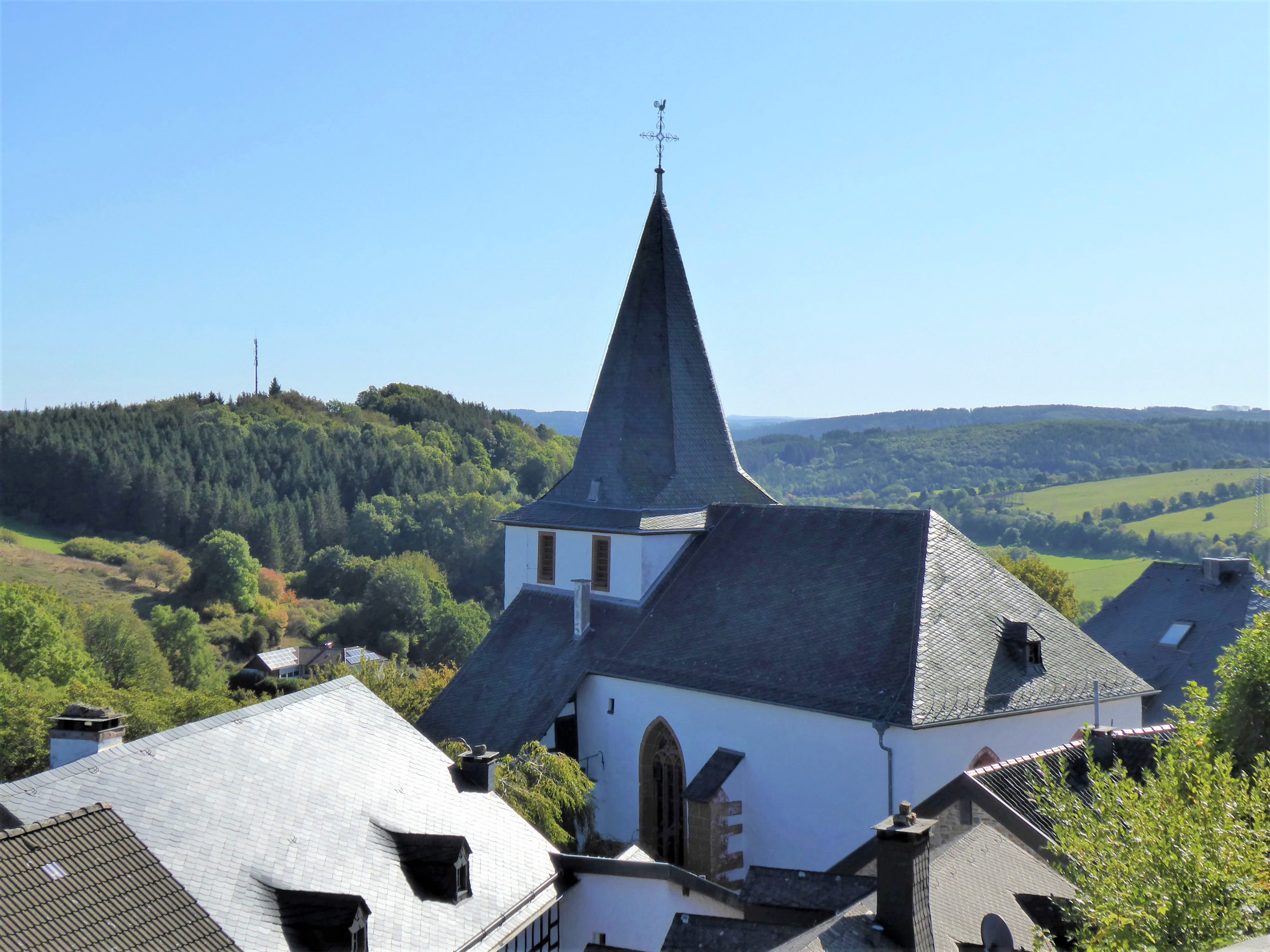
St. Johann Baptist in Kronenburg

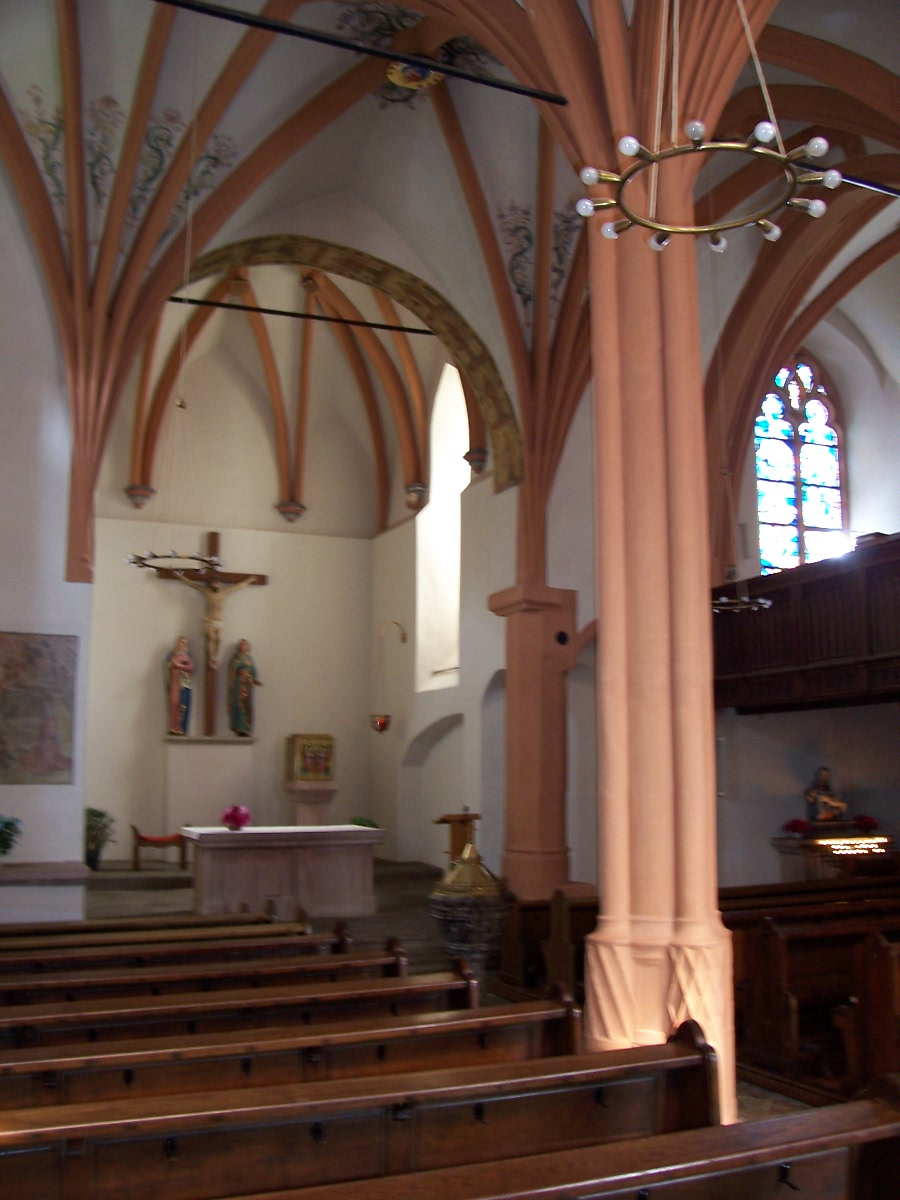
Innenraum

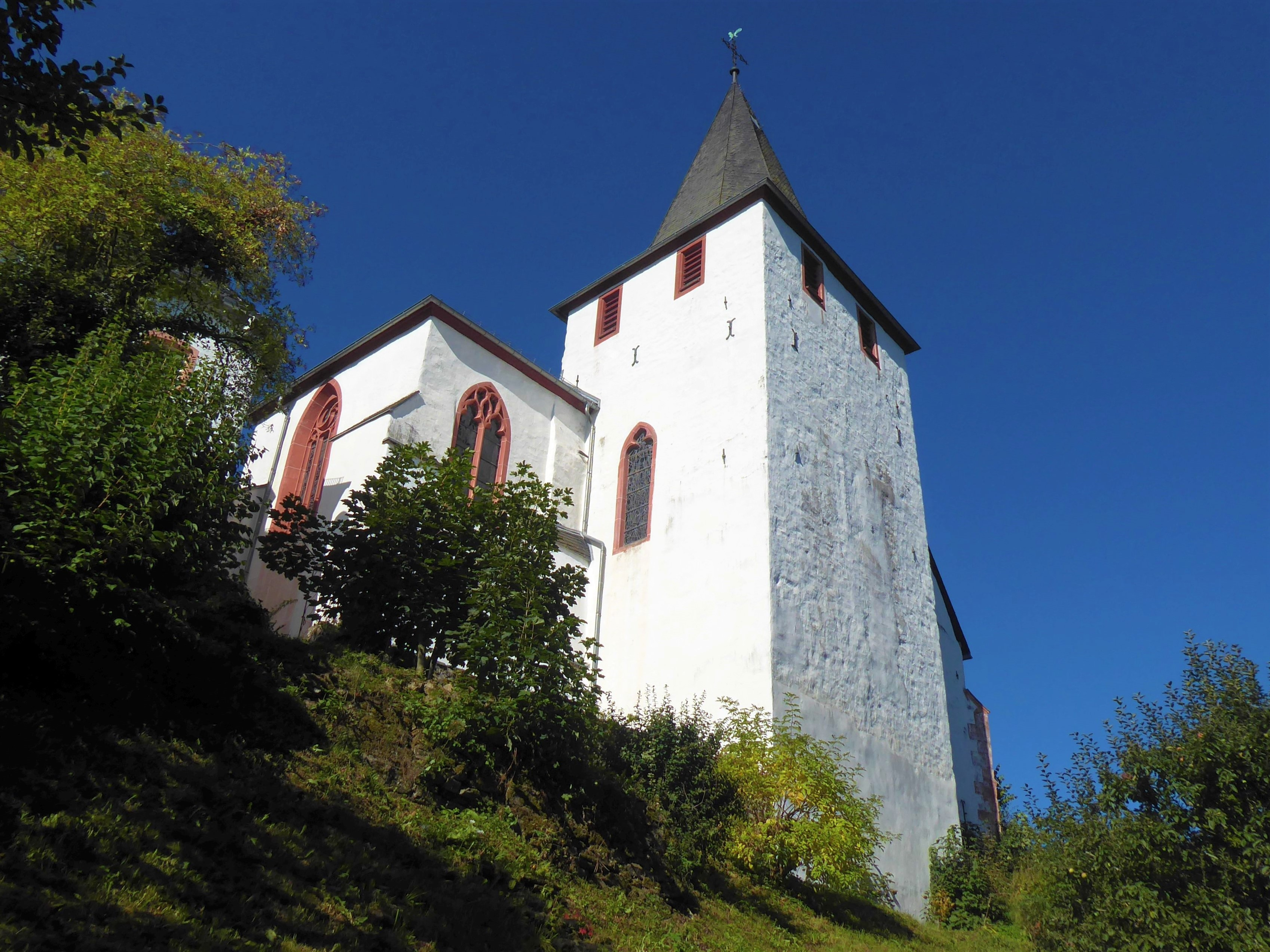
Blick zum Chorturm

St. Johann Baptist ist die römisch-katholische Pfarrkirche des Ortsteils Kronenburg der Gemeinde Dahlem im Kreis Euskirchen (Nordrhein-Westfalen).
Das Gotteshaus ist als Baudenkmal unter Nummer 66 in die Liste der Baudenkmäler in Dahlem (Nordeifel) eingetragen.

## Geschichte
Das Kronenburger Gotteshaus wurde von 1492 bis 1508 im Baustil der Spätgotik als zweischiffige Einstützenkirche errichtet. Der Auftrag zum Bau stammte von Gräfin Mechthild von Virneburg, die damit den letzten Willen ihres Mannes Graf Kuno I. von Manderscheid und Schleiden erfüllte. Der Glockenturm diente bei Überfällen auch als Wehrturm. Außerdem befindet sich der Chor im Untergeschoss des Turmes, der so auch einen Chorturm darstellt. Die Sakristei wurde im Jahr 1517 angebaut. 
Vermutlich ist dies nicht der erste Kirchenbau an dieser Stelle in Kronenburg. In den Jahren 1899 und 1952 wurde die Kirche renoviert, wobei im Innenraum Wandmalereien und ein Relief freigelegt wurden.

## Ausstattung
Sehenswert sind im Innern die Schlusssteine der Gewölbe. Sie stellen unter anderem den hl. Eligius, ein Wappen, Maria mit Jesukind, den Pfarrpatron Johannes der Täufer und den hl. Sebastian dar. Des Weiteren befindet sich ein Wandgemälde aus dem 16. Jahrhundert in der Kirche. Es zeigt den Kampf des hl. Georg gegen den Drachen. Auch zu sehen ist ein Relief mit Darstellung des Gleichnisses der klugen und törichten Jungfrauen. Die Fenster schuf der Glasmaler Wilhelm de Graaff um das Jahr 1952.

### Glocken
| Nr. | Name       | Durchmesser (mm) | Masse (kg, ca.) | Schlagton (HT-1/16) | Gießer                                             | Gussjahr |
| 1   | Maria      | 1.043            | 750             | g' +5               | -                                                  | 1385     |
| 2   | Franziskus | 1.019            | 720             | as' +9              | Heinrich von Overraide, Köln                       | 1478     |
| 3   | Johannes   | 862              | 420             | b' +7               | Eifeler Glockengießerei Johannes Mark, Brockscheid | 1965     |